# Camada negra
Pour plus de détails, voir Fiche technique et Distribution.
Camada negra est un film espagnol réalisé par Manuel Gutiérrez Aragón, sorti en 1977.

## Fiche technique
- Titre : Camada negra
- Réalisation : Manuel Gutiérrez Aragón
- Scénario : Manuel Gutiérrez Aragón, José Luis García Sánchez et José Luis Borau
- Musique : José Nieto
- Pays d'origine : Espagne
- Format : Couleurs - Mono
- Genre : drame
- Date de sortie : 1977

## Distribution
- José Luis Alonso : Tatin
- María Luisa Ponte : Blanca
- Ángela Molina : Rosa
- Joaquín Hinojosa : José
- Manolo Fadón : Ramiro
- Emilio Fornet : Joaquín
- Antonio Passy : Director Coro
- Tony Valento : Chico Coro
- Ismael Serrano : Rafita
- Petra Martínez : Librera

## Récompense
- Ours d'argent du meilleur réalisateur à la Berlinale 1977